# Coleophora chrysopsella
Coleophora chrysopsella é uma espécie de mariposa do gênero Coleophora pertencente à família Coleophoridae.